# Gastón Etlis
Gastón Ariel Etlis (ur. 4 listopada 1974 w Buenos Aires) – argentyński tenisista, reprezentant w Pucharze Davisa.

## Kariera tenisowa
Karierę tenisową Etlis rozpoczął w roku 1993.
W grze pojedynczej w swoim dorobku ma 3 tytuły ATP Challenger Tour. Najpierw w roku 1995 wygrał rozgrywki w Cali, gdzie pokonał w finale Karima al-Alamiego, potem w sezonie 2000 w Zagrzebiu, pokonując Agustína Calleriego. Trzeci tytuł w zawodach tej rangi wywalczył w roku 2001 w Brasílii. Najwyżej sklasyfikowany w rankingu singlistów był w maju 2000 roku na 114. miejscu.
W grze podwójnej Etlis wygrał 4 turnieje rangi ATP World Tour (wszystkie z Martínem Rodríguezem) oraz 10 razy dochodził do finałów. Najlepszym wielkoszlemowym wynikiem Argentyńczyka w deblu jest półfinał Australian Open z roku 2003 i 2004, grając za każdym razem w parze z Rodríguezem. Najwyżej w zestawieniu deblistów był w styczniu 2005 roku na 17. pozycji.
W roku 1996 wystąpił w meczu Pucharu Davisa przeciwko Meksykowi w grze pojedynczej. Rozegrał 2 spotkania; pierwsze przegrał z Alejandrem Hernándezem, a następnie pokonał Leonarda Lavalle'a.
W sezonie 2002 wygrał z reprezentacją Argentyny drużynowy puchar świata rozgrywany w Düsseldorfie.

### Finały w turniejach ATP World Tour
| Legenda                                      |
| -------------------------------------------- |
| Wielki Szlem                                 |
| Igrzyska olimpijskie                         |
| Tennis Masters Cup / ATP Finals              |
| ATP Masters Series / ATP Tour Masters 1000   |
| ATP International Series Gold / ATP Tour 500 |
| ATP International Series / ATP Tour 250      |

#### Gra podwójna (4–10)
| Końcowy wynik | Nr  | Data                 | Turniej         | Nawierzchnia  | Partner          | Przeciwnicy                    | Wynik finału        |
| ------------- | --- | -------------------- | --------------- | ------------- | ---------------- | ------------------------------ | ------------------- |
| Finalista     | 1.  | 27 lutego 2000       | Meksyk          | Ceglana       | Martín Rodríguez | Byron Black Donald Johnson     | 3:6, 5:7            |
| Finalista     | 2.  | 30 lipca 2000        | San Marino      | Ceglana       | Jack Waite       | Tomáš Cibulec Leoš Friedl      | 6:7(1), 5:7         |
| Finalista     | 3.  | 16 września 2001     | Costa do Sauípe | Twarda        | Brent Haygarth   | Enzo Artoni Daniel Melo        | 6:3, 1:6, 6:7(5)    |
| Zwycięzca     | 1.  | 17 lutego 2002       | Viña del Mar    | Ceglana       | Martín Rodríguez | Lucas Arnold Ker Luis Lobo     | 6:3, 6:4            |
| Zwycięzca     | 2.  | 24 lutego 2002       | Buenos Aires    | Ceglana       | Martín Rodríguez | Simon Aspelin Andrew Kratzmann | 3:6, 6:3, 10–4      |
| Finalista     | 4.  | 28 kwietnia 2002     | Barcelona       | Ceglana       | Lucas Arnold Ker | Michael Hill Daniel Vacek      | 4:6, 4:6            |
| Finalista     | 5.  | 21 lipca 2002        | Stuttgart       | Ceglana       | David Adams      | Joshua Eagle David Rikl        | 3:6, 4:6            |
| Zwycięzca     | 3.  | 18 kwietnia 2004     | Walencja        | Ceglana       | Martín Rodríguez | Feliciano López Marc López     | 7:5, 7:6(5)         |
| Finalista     | 6.  | 25 kwietnia 2004     | Monte Carlo     | Ceglana       | Martín Rodríguez | Tim Henman Nenad Zimonjić      | 5:7, 2:6            |
| Finalista     | 7.  | 19 września 2004     | Delray Beach    | Twarda        | Martín Rodríguez | Leander Paes Radek Štěpánek    | 0:6, 3:6            |
| Finalista     | 8.  | 3 października 2004  | Palermo         | Ceglana       | Martín Rodríguez | Lucas Arnold Ker Mariano Hood  | 5:7, 2:6            |
| Finalista     | 9.  | 17 października 2004 | Wiedeń          | Twarda (hala) | Martín Rodríguez | Martin Damm Cyril Suk          | 7:6(4), 4:6, 6:7(4) |
| Finalista     | 10. | 6 lutego 2005        | Viña del Mar    | Ceglana       | Martín Rodríguez | David Ferrer Santiago Ventura  | 3:6, 4:6            |
| Zwycięzca     | 4.  | 28 sierpnia 2005     | New Haven       | Twarda        | Martín Rodríguez | Rajeev Ram Bobby Reynolds      | 6:4, 6:3            |